# 南汉黄损墓
南汉黄损墓，位于中国广东省清远市连南县西北山梅花岭，为清远市连南县的一个县级文物保护单位，类型为古墓葬，公布时间为1986年5月。
南汉黄损墓的历史年代为南汉。